# 20057 Fabiorubeo
20057 Fabiorubeo è un asteroide della fascia principale. Scoperto nel 1993, presenta un'orbita caratterizzata da un semiasse maggiore pari a 2,691780 UA e da un'eccentricità di 0,109068, inclinata di 12,292098° rispetto all'eclittica. Ha un diametro di 7,361 km, un periodo di rotazione di 3,074 ore e un'albedo di 0,225.
Fa parte della famiglia di asteroidi Eunomia.
È dedicato a Fabio Rubeo, un astronomo dilettante italiano che ha partecipato a diversi importanti progetti astronomici. Ha anche partecipato alla costruzione di un rifrattore apocromatico da 51 cm di diametro, il più grande al mondo.